# مرض باركنسون بين الآسويين الجنوبيين

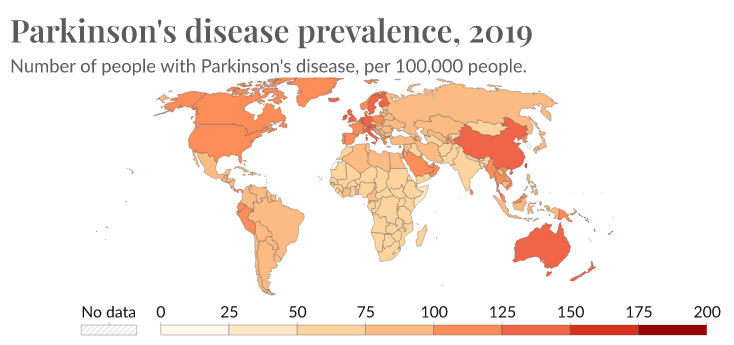
معدل انتشار مرض باركنسون في جميع أنحاء العالم اعتبارًا من 2019

أظهرت الدراسات الوبائية انخفاضًا في انتشار مرض باركنسون المرتبط بالعمر لدى سكان جنوب آسيا، حيث بلغ معدل الانتشار حوالي 52.7 لكل 100000 مقارنة بمعدل انتشار أعلى لوحظ في السكان من أصل أوروبي، 108-257 لكل 100000. بالإضافة إلى ذلك، لاحظت العديد من الدراسات ارتفاعًا في انتشار المرض لدى النساء، وهو ما يتناقض مع البيانات العالمية التي تلاحظ ارتفاعًا في انتشار المرض بشكل عام لدى الرجال. وبالمقارنة مع معظم دول العالم الأخرى، يبدو أن دول جنوب آسيا (بما في ذلك الهند وباكستان ونيبال وبوتان وجزر المالديف وأفغانستان وسريلانكا وبنغلاديش) تقع في الطرف الأدنى من انتشار مرض باركنسون. ومع ذلك، هذا لا يعني أن مرض باركنسون ليس مصدر قلق في هذه البلدان. على مدار العامين الماضيين، ارتفع معدل الإصابة بمرض باركنسون في جنوب آسيا مما يعني أنه من الأهمية دراسة أماكن هذا المرض في هذه الفئات السكانية.

## الخلفية العامة

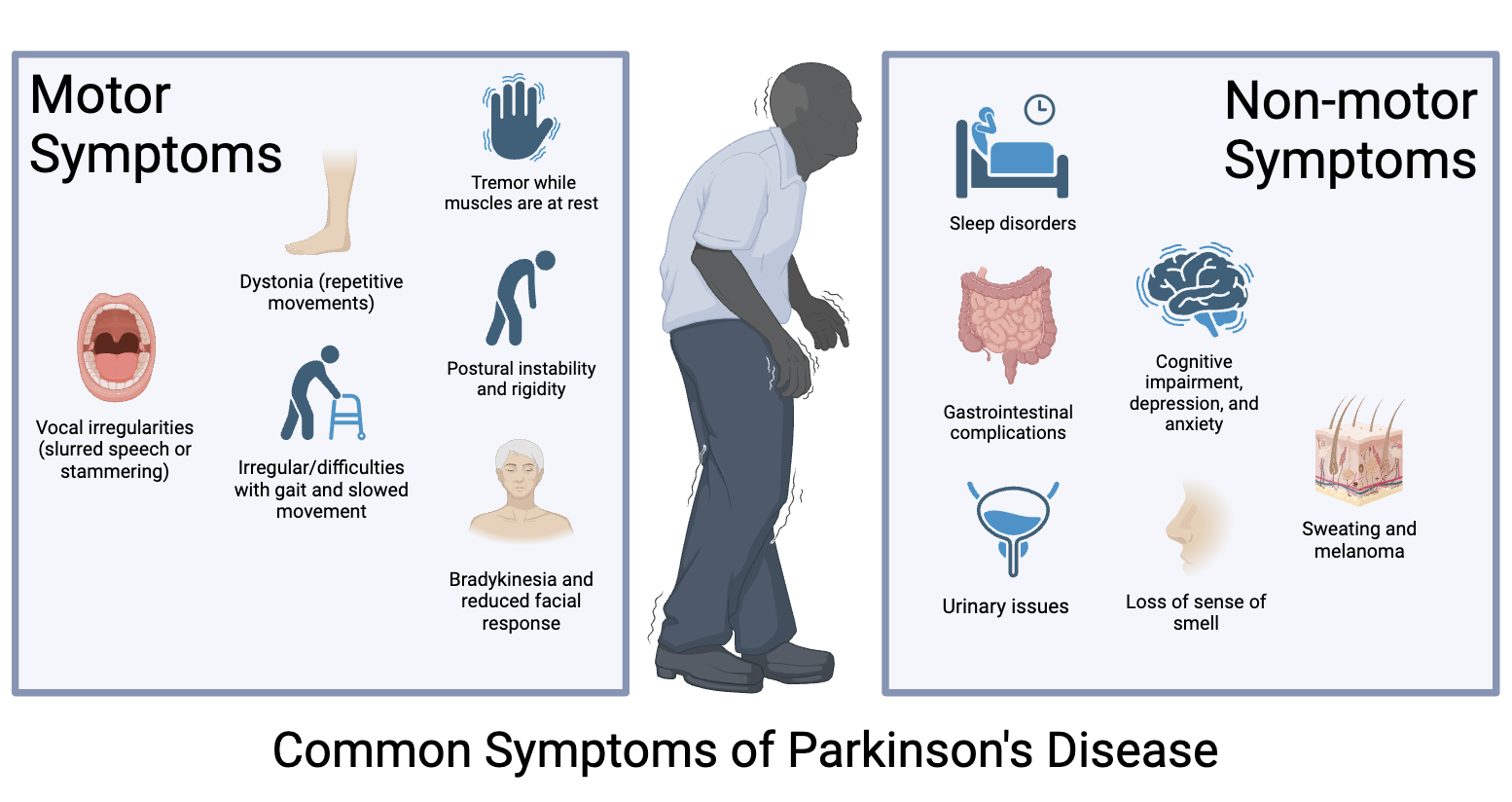
الأعراض الحركية وغير الحركية الشائعة التي لوحظت في مرضى باركنسون

مرض باركنسون (PD) هو اضطراب عصبي تنكسي مزمن، ينتج عن التنكس التدريجي للخلايا العصبية المنتجة للدوبامين في المادة السوداء، وهي بنية تقع في الدماغ المتوسط، وهي أساسية للمكافأة والحركة. يؤدي التدهور السريع لهذه الخلايا العصبية الدوبامينية إلى مضاعفات حركية وغير حركية. ونظرًا لوضوحها، تُستخدم الأعراض الحركية عادةً كأساس أولي لتشخيص مرض باركنسون، وخاصةً تدهور الحركات الإرادية مع تيبس العضلات. تُعد الرعشة وعدم استقرار الوضعية وخلل التوتر العضلي واضطرابات الكلام من أكثر الأعراض الحركية شيوعًا في حالات مرض باركنسون، وتُجرى عليها أبحاث مكثفة سعيًا لتطوير أساليب علاجية فعّالة. على النقيض من ذلك، لا تُدرس الأعراض غير الحركية، بما في ذلك التدهور المعرفي والاكتئاب واضطرابات النوم بدقة متناهية. تتطور العديد من هذه المضاعفات قبل ظهور الأعراض الحركية في وقت مبكر يصل إلى 10 سنوات قبل التشخيص الرسمي، وتميل إلى أن تصبح أكثر صعوبة مع تقدم المرض. على الرغم من أن السبب الدقيق لمرض باركنسون غير معروف عمومًا، فمن المرجح أن تكون العوامل الوراثية والبيئية عوامل مساهمة. فإلى جانب حوالي 90 متغيرًا وراثيًا تُشكل ما بين 16% و36% من حالات مرض باركنسون غير أحادي الجين، يمكن لمتغيرات إضافية، مثل عدم التدخين، أن تؤثر على خطر إصابة الشخص بمرض باركنسون.

## سبب المرض

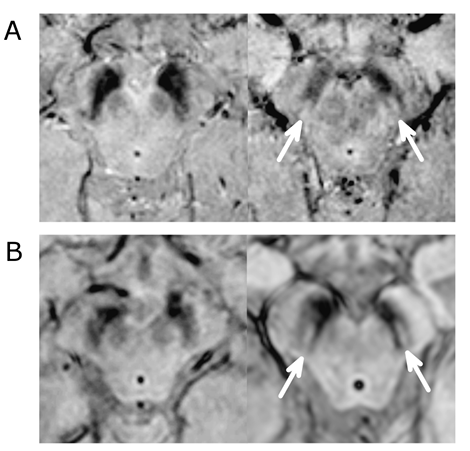
مقارنة حجم المادة السوداء بين مريض مصاب بمرض باركنسون ومريض غير مصاب به

يُعدّ الفقدان الكبير للخلايا العصبية الدوبامينية المصبوغة في الجزء المدمج من المادة السوداء (SNpc) سمةً رئيسيةً لمرض باركنسون. وقد أظهرت العديد من الدراسات أن الاختلاف في انتشار مرض باركنسون بين المجموعات العرقية يعود إلى اختلاف عدد الخلايا العصبية المصبوغة في المادة السوداء. يمتلك معظم الهنود، مقارنةً بالسكان من أصول أوروبية، عددًا أقل من الخلايا العصبية السوداء المصبوغة بنسبة 40% تقريبًا، ومع ذلك، فهم يميلون أيضًا إلى عدم فقدان هذه الخلايا مع التقدم في السن. على الرغم من أن حجم الجزء المدمج من المادة السوداء لدى الهنود أقل، إلا أن هذه الفئة تميل إلى امتلاك كثافة عصبية أعلى، بالإضافة إلى عدد أكبر من الخلايا العصبية، وهو ما يُفترض أنه السبب في انخفاض معدل الإصابة بمرض باركنسون، ولكن هذا يحتاج إلى مزيد من البحث.

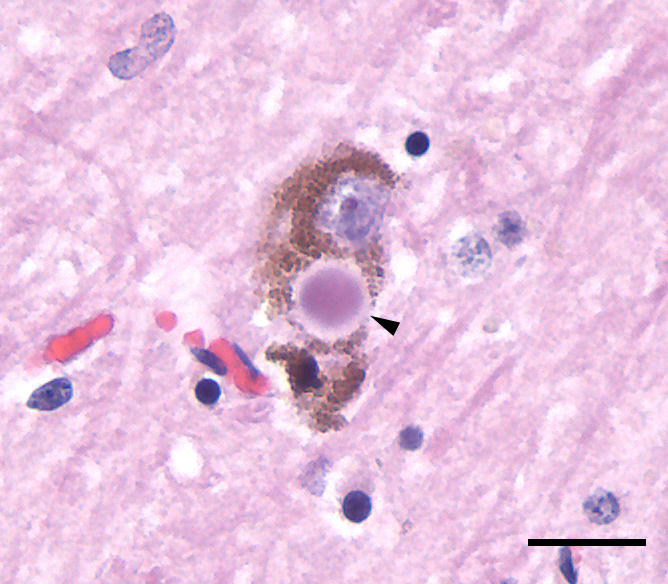
جسم لوي في SNPC لمريض مصاب بمرض باركنسون

أجسام ليوي في الخلايا العصبية الدوبامينية (SNPC) لمريض مصاب بمرض باركنسون. من السمات المميزة الأخرى لمرض باركنسون ظهور أجسام ليوي (LBs) في الخلايا العصبية الدوبامينية، وهي تجمعات بروتينية تُضعف الوظيفة العصبية. يُعد بروتين ألفا-ساينيوكلين (α-synuclein) المكون الرئيسي لتركيب هذه الأجسام، والذي يُفسَفْرَل ويتبعه تراكم في الحالات المرضية. في الظروف الطبيعية، يبقى بروتين ألفا-ساينيوكلين في معظمه غير مطوي، مع طي بعض أجزاء منه على شكل هياكل حلزونية ألفا، ومع ذلك، في مرض باركنسون، يتخذ بنية صفائح بيتا النشوية، وهي شديدة التأثر بالتراكم. بسبب الاختلافات الغذائية، يميل سكان جنوب آسيا إلى تناول مستويات أعلى من الكركمين، وهو مضاد أكسدة ومضاد التهابات قوي، وقد لوحظ أنه يُضعف تراكم ألفا-ساينيوكلين. ومع ذلك، فإن التباين في أمراض أجسام لوي وألفا-ساينيوكلين في سكان جنوب آسيا لم تتم دراسته بشكل كافٍ ويحتاج إلى مزيد من التوضيح.

## قيود البحث العرقي
كما هو الحال مع العديد من الأمراض الأخرى، مازلت تخضع عوامل الخطر الجينية لمرض باركنسون للدراسة من خلال دراسات الارتباط على مستوى الجينوم (GWAS). ورغم أن قاعدة بيانات دراسات الارتباط على مستوى الجينوم قد أحدثت ثورة في الدراسات الجينية، إلا أنها لا تُمثل بدقة التنوع الجيني للسكان العالميين، حيث إن معظم العينات في هذه المجموعات من السكان ذوي الأصول الأوروبية. وتحديدًا في مرض باركنسون، فإن معظم الجينات المتورطة، التي ارتبطت بالأشكال العائلية والأحادية من مرض باركنسون، شائعة لدى الأشخاص ذوي الأصول الأوروبية. بالإضافة إلى ذلك، فإن العديد من متغيرات الخطر المكتشفة حديثًا، والتي تم فحصها من خلال دراسات الارتباط على مستوى الجينوم، والتي ارتبطت بحوالي 25% من وراثة المرض، تأتي في الغالب من دراسات شملت أفرادًا من أصول أوروبية فقط. إن نقص التنوع في أبحاث مرض باركنسون يحد من أهمية هذه النتائج بالنسبة للسكان من أعراق أخرى.

## التشخيص
يعتمد تشخيص مرض باركنسون على معايير محددة، وعادةً ما يعتمد، كما ذُكر، على الأعراض الحركية الأولى. ويشمل ذلك بطء بدء الحركات الإرادية ونقص الحراك، بالإضافة إلى عرض آخر، مثل الرعشة أو تيبس العضلات. يجب استبعاد أي أعراض قد تشير إلى أمراض أخرى، مثل متلازمة باركنسون، من عملية الفحص نظرًا لاختلاف آثارها المرضية مقارنةً بمرض باركنسون. بالإضافة إلى ذلك، يجب توفر ثلاثة معايير على الأقل، مثل بداية المرض من جانب واحد، واستمرار عدم التماثل الذي يؤثر على جانب البداية بشكل أكبر، والاستجابة الإيجابية للعلاج باستخدام ليفودوبا.
تتأثر الاختلافات الوبائية في حالات مرض باركنسون بمتوسط المعرفة بمرض باركنسون بين السكان. نظرًا لقلة الوعي بالأعراض، غالبًا ما يتم الإبلاغ عن مرض باركنسون بشكل أقل في سكان جنوب آسيا. وقد وجدت دراسة بحثت في معرفة مرض باركنسون في آسيا أن الوعي بالأعراض غير الحركية لدى السكان الهنود أقل منه لدى سكان شرق آسيا. بالإضافة إلى ذلك، لم يكن الهنود على دراية بأن الرعشة ليست من الأعراض المطلوبة لتشخيص مرض باركنسون. كما لوحظ أن سكان جنوب آسيا، وخاصة شبه القارة الهندية، يعانون من سن أصغر لبدء مرض باركنسون مقارنة بالمتوسط العالمي. ومن المتوقع أن تكون هذه الفجوة عالية قبل عقد من الزمان، وهو ما ينعكس في العديد من المنشورات الحديثة. ونظرًا لأن التشخيص يعتمد جزئيًا على الأعراض المبلغ عنها ذاتيًا، فإن هذه الفجوة في المعرفة يمكن أن تجعل من الصعب الحصول على تمثيل دقيق للاختلاف داخل سكان جنوب آسيا، فضلاً عن أنها تصبح عائقًا أمام فهم كيفية ظهور هذا المرض بشكل مختلف.

## التنوع العرقي
من خلال الدراسات التي تناولت مرض باركنسون لدى سكان جنوب آسيا، لوحظ تباين عرقي في الأعراض الحركية وغير الحركية. ويبدو أن هذه المجموعات السكانية أكثر عرضة للإصابة بنمط ظاهري سائد يُسمى "الحركة الصلبة" لهذا المرض، مقارنةً بالنمط الظاهري السائد المُسمى "الرعشة"، والذي يعني بطء بدء الحركة وتيبس العضلات. وقد ارتبط النمط الظاهري "الحركة الصلبة" بارتفاع خطر الإصابة بالخلل الإدراكي والتدهور الحركي. لم تُدرس الأعراض غير الحركية (NMS) إلا بشكل محدود لدى مرضى باركنسون في جنوب آسيا، بما في ذلك دراستان تناولتا معدلات الإصابة ببعض الأعراض غير الحركية الشائعة في باكستان.
| الدولة           | إجمالي المشاركين | سيلان اللعاب (%) | الإمساك (%) | فرط التعرق (%) | الأرق (%) | إلحاح البول (%) | الاكتئاب (%) | القلق (%) |
| ---------------- | ---------------- | ---------------- | ----------- | -------------- | --------- | --------------- | ------------ | --------- |
| باكستان          | 97               | 37               | 60          | 37             | 53        | 62              | 52           | 40        |
| الولايات المتحدة | 70               | 27               | 30          | 19             | 41        | 59              | 38           | 36        |
| المملكة المتحدة  | 158              | 55               | 42          | 10             | 18        | 46              | 37           | 42        |

## المساهمون في التنوع العرقي

### الجينات

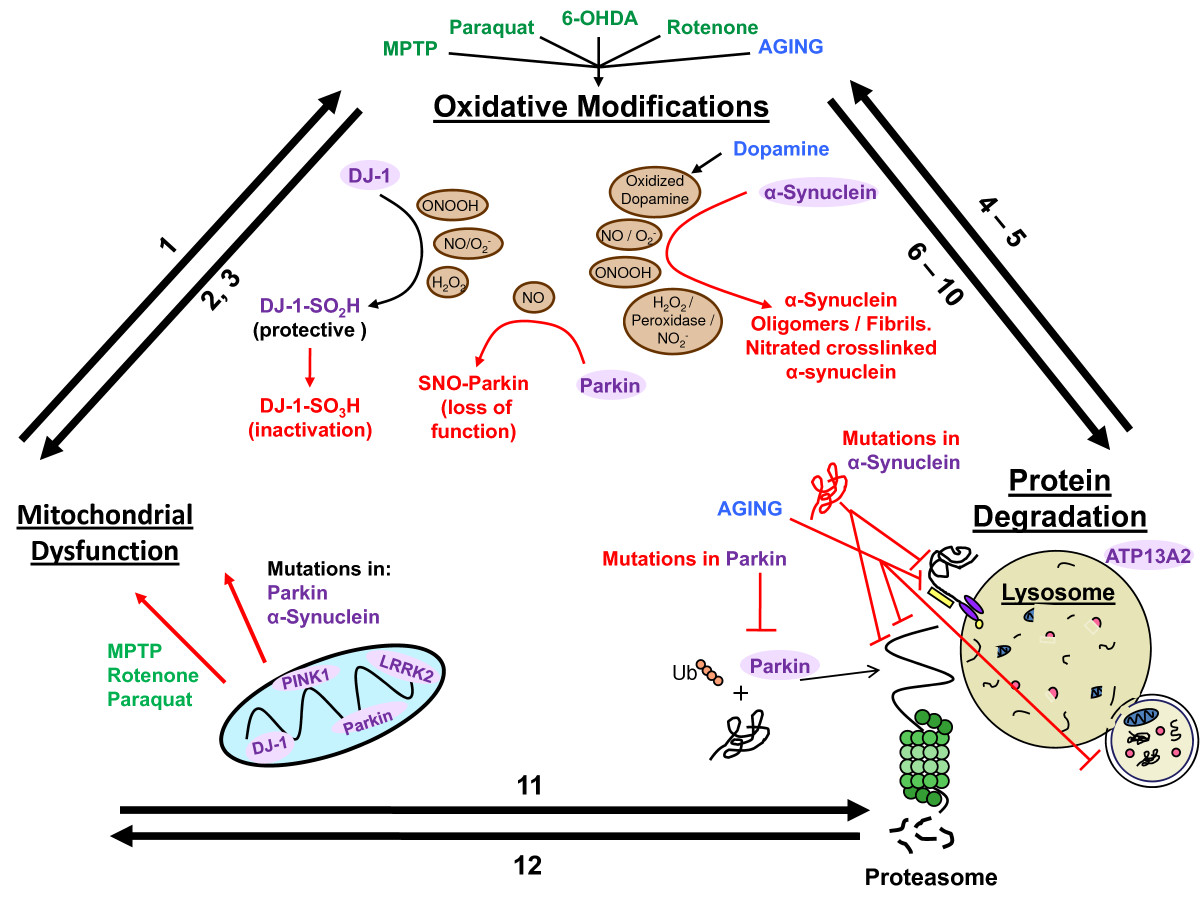
مساهمة عوامل الخطر الجينية في تفاقم مرض باركنسون

هناك العديد من الجينات المرتبطة بمرض باركنسون، ولكل منها انتشار مختلف بين السكان. كانت الأعمال الأولية في مجال علم الوراثة لمرض باركنسون في جنوب آسيا محدودة. في السنوات القليلة الماضية، تُجرى دراسات واسعة النطاق تُقدم فهمًا أعمق لعلم الوراثة والاختلافات في سكان جنوب آسيا. إلى جانب العديد من الدراسات الأخرى، رُبطت الجينات التالية بمرض باركنسون في سكان جنوب آسيا، مما يُعزز فهم درجات المخاطر متعددة الجينات.

### غلوكوسيريبروزيداز (GBA)
يشفر جين GBA إنزيم غلوكوسيريبروزيداز (GCase) وهو إنزيم ليزوزومي يحلل غلوكوزيل سيراميد إلى جلوكوز. في سياق مرض باركنسون، تحدث الطفرات في GBA بتردد أعلى من الجينات الأخرى المشار إليها في مرض باركنسون. على الرغم من أن الآلية الدقيقة لجين GBA المتحور ومساهماته في مرض باركنسون لم توضح حتى الآن، إلا أن هناك آليات مقترحة قد تؤدي إلى اكتساب أو فقدان الوظيفة بسبب الطفرات في هذا الجين. بشكل عام، من المرجح أن يتراكم جين GBA المتحور ويؤثر على وظيفة الليزوزوم مما يؤدي إلى خلل في مسارات الالتهام الذاتي وهو أمر ضروري لتحلل ألفا-ساينيوكلين في الخلايا العصبية الدوبامينية.  لم تدرس سوى دراسات قليلة انتشار متغيرات GBA في سكان جنوب آسيا مع التركيز في معظمها على المرضى الهنود. أظهرت معظم هذه الدراسات أنه بالمقارنة مع السكان ذوي الخلفيات الأوروبية، فإن متغيرات GBA ليست شائعة في السكان الهنود. من بين جميع متحورات GBA، لوحظ أن المرضى الهنود الحاملين للطفرة p. Leu444Pro لديهم بداية مبكرة لمرض باركنسون، بالإضافة إلى تاريخ عائلي إيجابي. ومع ذلك، حتى في هذه الحالة، يظل معدل حدوث هذه الطفرة منخفضًا جدًا، مما يشير إلى احتمال أن يكون لمتحور p. Leu444Pro، وطفرات GBA عمومًا، دور محدود في التسبب في مرض باركنسون لدى السكان الهنود.

### باركين
بروتين باركين، المُشفَّر بواسطة جين بارك2، هو ليجاز يوبيكويتين يُستخدم في معالجة البروتين وكذلك في تحلله، وهو ضروري لمراقبة جودة البروتينات. أدت الطفرات في باركين إلى فقدان الوظيفة، مما أدى إلى تراكم ركيزة الليجاز، مما تسبب في تحلل الخلايا العصبية الدوبامينية في المادة السوداء. والأهم من ذلك، أن هذه الطفرات كانت السبب الأكثر شيوعًا لمرض باركين المبكر المتنحي الصبغي الجسدي في الأمراض العائلية، حيث بلغ التردد المقدر 50%. وبالمقارنة، كان معدل انتشار الطفرات في باركين، بالنظر إلى السكان الهنود على وجه التحديد، المساهمة في مرض باركين المبكر المتنحي 10% في الحالات العائلية و25% في الحالات الجسدية المتنحية. جين باركين نفسه متعدد الأشكال بدرجة كبيرة، حيث تنتشر متغيراته المرضية بدرجة كبيرة. توجد المتغيرات G1239C وG1281A، على وجه التحديد، بترددات عالية، وكلاهما يتداخل مع كفاءة ارتباط باركين بركيزته.
يُعزى خلل تنظيم جينات PARK1 وPARK4، الناجم عن طفرات في جين ألفا-ساينيوكلين (SNCA)، إلى ما بين 1.7% و2.7% من حالات مرض باركنسون العائلية، و0.3% من حالات مرض باركنسون التلقائي. في دراسات جنوب آسيا، التي ركزت على السكان الهنود، لم تُلاحظ أي حالات لمرضى باركنسون يحملون طفرات في جين SNCA. بشكل عام، يبدو أن السكان ذوي الأصول الهندية لا يُعانون من نفس معدل حدوث طفرات باركين مقارنةً بالسكان الآخرين؛ مع أنه يُمكن توسيع نطاق هذه الدراسات لتشمل دول جنوب آسيا الأخرى.

### إنزيم كيناز التكرار الغني بالليوسين 2 (LRRK2)
يلعب إنزيم كيناز التكرار الغني بالليوسين 2 (LRRK2) دورًا في فسفرة إنزيمات Rab GTPases، مما يُنظم بالتالي حركة الحويصلات. وقد رُبط خلل LRRK2 الناتج عن طفرة في جينه بكونه عامل خطر وراثي للأشكال العائلية والمتفرقة من داء باركنسون، بالإضافة إلى التسبب في أشكال متأخرة من داء باركنسون ذات صبغيات جسمية سائدة. يرتبط النشاط العالي لإنزيم LRRK2 الممرض بموت الخلايا العصبية الدوبامينية، وعيوب في تخليق البروتين، والإجهاد التأكسدي، وغيرها. وتشير التقارير إلى أن متغيرات هذا الكيناز، وتحديدًا الطفرة p.G2019S، تنتشر بشكل متفاوت بين السكان، ولكن في معظم السكان الآسيويين، بما في ذلك جنوب آسيا، لا توجد هذه الطفرات. ومع ذلك، في دراسات أحدث قامت بفحص أكثر شمولاً لجينوم العديد من السكان العرقيين، عُثر على أربعة متغيرات جديدة من LRRK2 خاصة بالسكان الهنود، مع العلم أن أهمية هذه الطفرات لم تُقيًّم بعد.
| طفرة جينية         | الوظيفة المتأثرة                                                                | السكان الأوروبيون                                                    | سكان جنوب آسيا                                                               | المراجع       |
| ------------------ | ------------------------------------------------------------------------------- | -------------------------------------------------------------------- | ---------------------------------------------------------------------------- | ------------- |
| p. Leu444Pro (GBA) | إنزيم ليسوسومي يعمل على تحلل الجلوكوزيل سيراميد إلى جلوكوز                      | أحد أكثر الطفرات شيوعًا المشار إليها في مسببات مرض باركنسون           | أقل شيوعًا، لكنه مرتبط بالظهور المبكر لمرض باركنسون والتاريخ العائلي الإيجابي | [ 16 ] [ 17 ] |
| G1239C (PARKIN)    | ليجاز اليوبيكويتين المشار إليه في معالجة البروتين (مهم لمراقبة جودة البروتينات) | يرتبط كلا التعددين الشكليين بشكل كبير بمرض باركنسون المتقطع والعائلي | مرتبط بحساسية مرض باركنسون                                                   | [ 20 ]        |
| G1281A (PARKIN)    | ليجاز اليوبيكويتين المشار إليه في معالجة البروتين (مهم لمراقبة جودة البروتينات) | يرتبط كلا التعددين الشكليين بشكل كبير بمرض باركنسون المتقطع والعائلي | أقل انتشارا                                                                  | [ 20 ]        |
| p.A53T (SNCA)      | ليجاز اليوبيكويتين المشار إليه في معالجة البروتين (مهم لمراقبة جودة البروتينات) | زيادة خطر الإصابة بمرض باركنسون السائد جسديًا                         | انتشار نادر                                                                  | [ 23 ] [ 24 ] |
| p.G2019S (LRRK2)   | ينظم حركة المرور داخل الخلايا ونمو العصبونات                                    | يرتبط ارتباطًا وثيقًا بمرض باركنسون العائلي والمتقطع                   | انتشار نادر                                                                  | [ 22 ]        |

### غير وراثي

#### البيئة

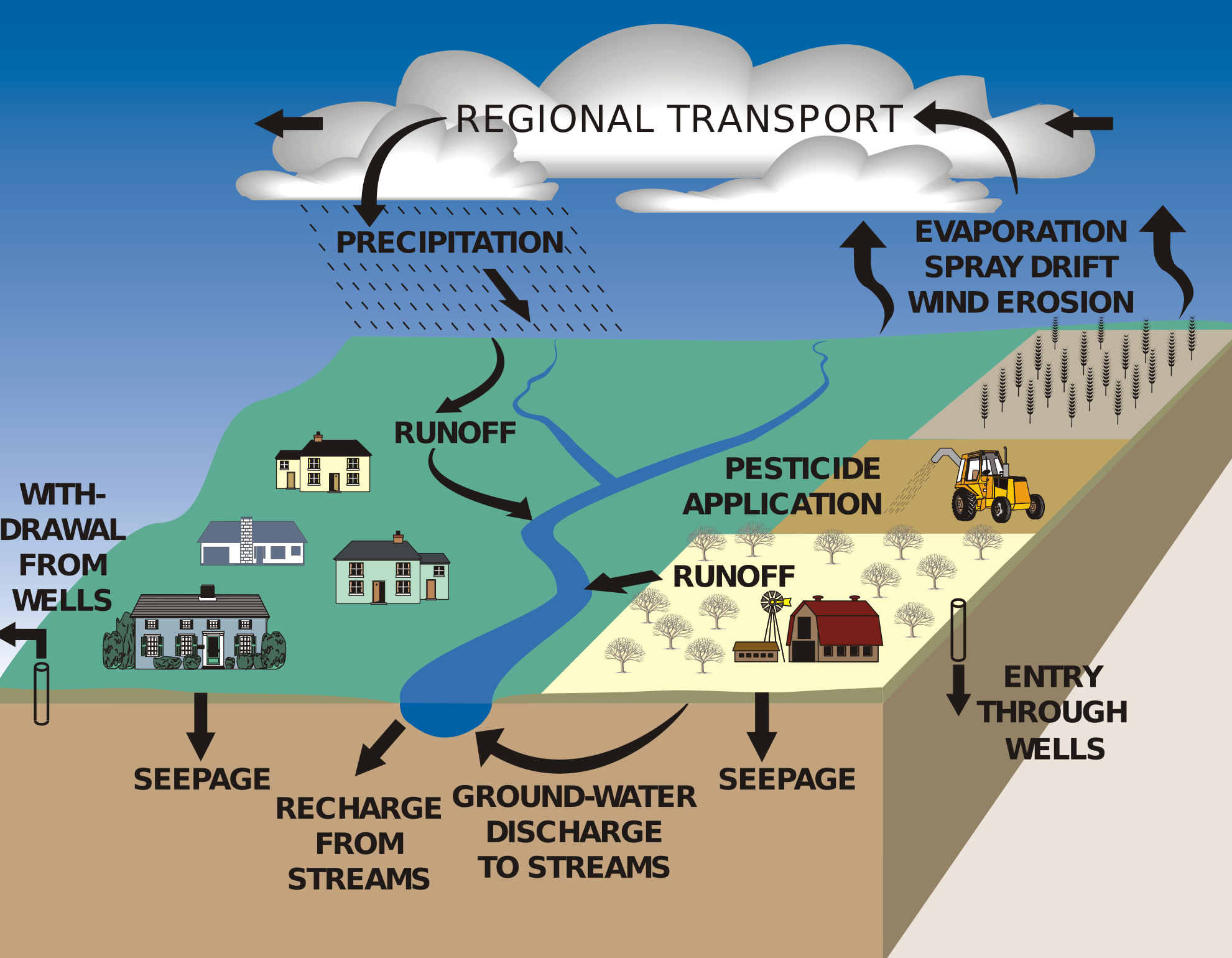
انتقال المبيدات الحشرية إلى الآبار المزودة بالمياه الجوفية

تعيش نسبة كبيرة من سكان جنوب آسيا في المناطق الريفية، حيث تزداد احتمالية التعرض للسموم العصبية المحتملة، مثل المبيدات الحشرية، من مصادر الزراعة والمياه. وتُعد الآبار، على وجه التحديد، مصدرًا شائعًا لمياه الشرب في هذه المناطق، وعادةً ما تكون أكثر عرضة للتلوث بالسموم العصبية. ويمكن للمياه التي تملأ هذه الآبار أن تكون حاضنةً للعوامل المُعدية والمبيدات الحشرية التي تُركّز المياه الجوفية من التربة. ورغم أن هذا الخطر ليس كبيرًا، إلا أنه لوحظ ارتفاعٌ ملحوظٌ في خطر الإصابة بداء باركنسون لدى السكان الذين يعتمدون على الآبار كمصدر رئيسي للمياه.
تُعدّ الزراعة، إلى جانب العمل مع حيوانات المزرعة، مصدرًا محتملًا آخر للسمية العصبية، وتزيد من خطر الإصابة بداء باركنسون بشكل كبير. ونظرًا لارتداء المزارعين ملابس أخف وزنًا، بالإضافة إلى طول مدة تعرضهم للرطوبة ودرجات الحرارة المرتفعة، فإن المبيدات الحشرية تُمتص بسهولة أكبر عبر الجلد، بالإضافة إلى استنشاقها.

#### نظام الغذاء

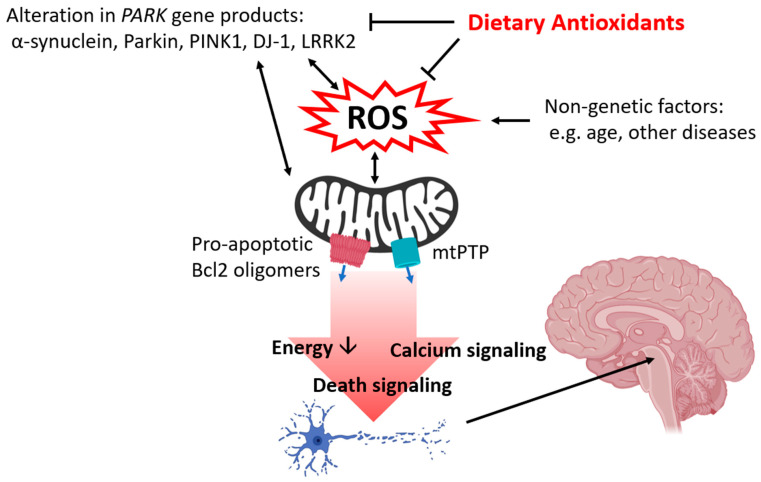
الدور الوقائي لمضادات الأكسدة الغذائية في مرض باركنسون

يُعتقد أن اختلاف استهلاك الطعام عاملٌ مساهم في اختلاف انتشار مرض باركنسون. وتحديدًا، يُعدّ طعام جنوب آسيا غنيًا بمضادات الأكسدة، والتي لم تُدرس إلا بشكل محدود، ولكن يُعتقد أنها قد تلعب دورًا وقائيًا في مرض باركنسون. بالإضافة إلى خصائصه المضادة للأكسدة، ثبت أن الكركمين، الموجود في الكركم، يُساعد في إزالة الجذور الحرة، بالإضافة إلى أدوار وقائية أخرى. وقد تبيّن أن الكركمين، في الفئران المعالجة بـ MPTP والتي أصيبت بأمراض شبيهة بمرض باركنسون، كان قادرًا على عكس استنزاف الخلايا العصبية الدوبامينية في الجسم المخطط. كما ثبت أن هذا المضاد للأكسدة يُثبّط بشكل كبير نشاط إنزيم أوكسيديز أحادي الأمين-ب، والذي بدوره يعمل على زيادة مستويات الدوبامين.

#### العوامل الثقافية والاجتماعية
يمكن أن تُسهم القيم والمواقف الثقافية تجاه مرض باركنسون في اختلاف الأعراض غير الحركية في الغالب بين مختلف المجموعات العرقية. وبالمقارنة مع أوروبا والولايات المتحدة، تختلف القضايا الاجتماعية في جنوب آسيا اختلافًا كبيرًا. وقد لوحظ أن انخفاض جودة الحياة لدى مرضى باركنسون الهنود يرتبط بالاكتئاب وضعف الإدراك وتفاقم شدة المرض من بين عوامل أخرى. وقد رأت النساء الهنديات المصابات بمرض باركنسون أن جودة حياتهن أسوأ مقارنةً بنظرائهن من الرجال، حيث يُتوقع منهن رعاية الأسرة بالكامل حتى مع تشخيص المرض. من ناحية أخرى، تلقى الرجال الهنود المصابون بمرض باركنسون اهتمامًا أكبر من العائلة والأصدقاء، ومع ذلك، فإنهم يميلون إلى عدم البوح لأي شخص قريب منهم بمعاناتهم في ضوء تشخيص المرض. وتُعتبر المحادثات المتعلقة بالصحة العقلية وصمةً شديدة في دول جنوب آسيا، ونتيجةً لذلك، غالبًا ما يتم تجاهل الاكتئاب كأحد أعراض المرض، وخاصةً بين كبار السن. بالإضافة إلى ذلك، يمكن للعوامل الاجتماعية والاقتصادية أن تلعب دورًا في الحد من الوصول إلى الرعاية المتقدمة وخيارات العلاج الشخصية بالإضافة إلى زيادة معدلات الوفيات، ومع ذلك، يجب التحقيق في هذا الجانب في سكان جنوب آسيا.

#### التدخين/مضغ التبغ

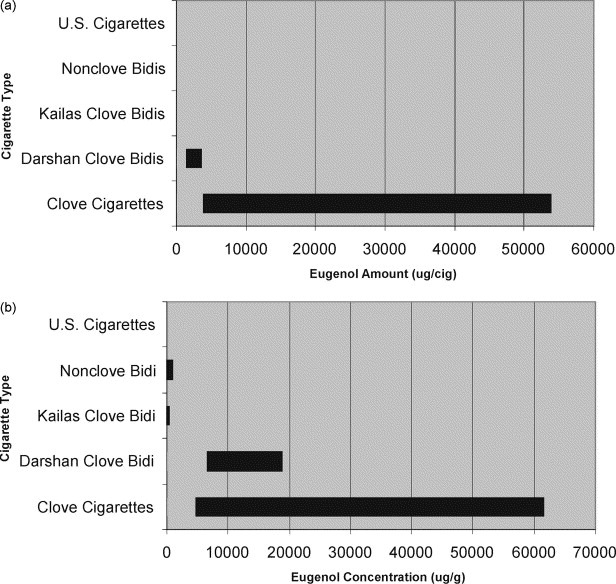
الاختلافات في تركيزات النيكوتين بين السجائر في الولايات المتحدة وجنوب آسيا

لوحظ أن للتبغ تأثيرًا وقائيًا من مرض باركنسون مع انخفاض محتمل في المخاطر بمقدار خمسة أضعاف. وجدت الدراسات التي تبحث في العلاقة بين مرض باركنسون والنيكوتين في السكان من أصل أوروبي ارتباطًا سلبيًا قويًا.. في منطقة جنوب آسيا، يُعد التبغ منخفض الجودة، المعروف أيضًا باسم البيدي، شائعًا في المناطق الريفية وكذلك بين فقراء المناطق الحضرية. يختلف البيدي عن التبغ المدخن في المجتمعات الغربية في تركيز النيكوتين بالإضافة إلى استنشاق النيكوتين بمقدار 2-3 أضعاف عند التدخين. وقد اقترح أن التركيزات الأعلى من أول أكسيد الكربون والنيكوتين والأمونيا والقطران في البيدي يمكن أن يكون لها تأثير وقائي أكبر مقارنة بالتبغ.

#### الأمراض المصاحبة
عادةً ما يكون لدى المرضى المصابين بأمراض مصاحبة لمرض باركنسون تعبير ظاهري تفاضلي مقارنةً بالمرضى المصابين بمرض باركنسون وحده. لذلك، من الضروري أن يتلقى هؤلاء المرضى علاجًا يأخذ في الاعتبار أعراض هذه الأمراض المصاحبة. وتبعًا للعرق، تكون بعض الأمراض أكثر انتشارًا من غيرها، وهو عامل آخر يُحدد التباين العرقي الملحوظ في مرض باركنسون.

#### داء السكري من النوع الثاني
بالمقارنة مع الشعوب الأخرى، يميل سكان جنوب آسيا إلى ارتفاع معدل انتشار داء السكري من النوع الثاني (T2DM) بسبب عوامل خطر بيولوجية معينة، بما في ذلك الاختلافات في الفسيولوجيا المرضية، وتحديدًا زيادة قابلية الإصابة بمقاومة الأنسولين والانخفاض المبكر في وظيفة خلايا بيتا. على الرغم من عدم إجراء دراسات بعد على سكان جنوب آسيا، إلا أن هناك بعض الأدلة على ارتباط داء السكري من النوع الثاني بزيادة خطر الإصابة بمرض باركنسون. وبشكل أكثر تحديدًا، ارتبط داء السكري من النوع الثاني بارتفاع معدل تطور الأعراض الحركية، إلى جانب ضعف الدعم لتطور الأعراض الإدراكية.
من الناحية البيولوجية، يُعتقد أن مسارات كلا المرضين متشابكة. وقد أُشير إلى أن بروتين ألفا-ساينيوكلين يتجمع بمعدل أسرع في وجود تجمعات بولي ببتيد الأميلويد الجزري (IAPP)، الموجودة في خلايا البنكرياس في مرض السكري من النوع الثاني. بالإضافة إلى ذلك، تؤثر مقاومة الأنسولين على المسارات المتعلقة باللدونة المشبكية، والالتهاب العصبي، وخلل الميتوكوندريا، وجميعها عوامل متورطة في التسبب في مرض السكري من النوع الثاني. يمكن أن يؤدي ارتفاع سكر الدم، وهو أحد نتائج مقاومة الأنسولين وضعف تنظيم الجلوكوز، إلى خلل في الميتوكوندريا في الخلايا العصبية الدوبامينية SNpc، وبالتالي إلى إنتاج مرتفع لجذور الهيدروكسيل الحرة التفاعلية، وهو ما يضر بشكل خاص بهذه المنطقة من الدماغ.

#### أمراض القلب والأوعية الدموية
أمراض القلب والأوعية الدموية (CVD) هو مصطلح شامل لمجموعة من الأمراض، بما في ذلك مرض القلب التاجي (CHD) والسكتة الدماغية، التي تصيب القلب أو الأوعية الدموية. يأتي حوالي 40٪ من العبء العالمي لأمراض القلب والأوعية الدموية من جنوب آسيا بالإضافة إلى أن هذه الفئات السكانية معرضة لخطر أكبر للإصابة بأمراض القلب والأوعية الدموية في سن مبكرة مقارنة بمن لديهم أصول أوروبية. هناك سببان يُعتقد أنهما يساهمان في هذه الزيادة في خطر الإصابة بأمراض القلب والأوعية الدموية داخل هذه الفئة السكانية. العوامل التي تنتشر على نطاق واسع مثل الكوليسترول الضار LDL وقلة التمارين الرياضية، وكما ذكرنا، مرض السكري، إلى جانب العوامل الاجتماعية بما في ذلك الفقر وساعات العمل الطويلة يمكن أن تؤدي إلى تفاقم خطر الإصابة بأمراض القلب والأوعية الدموية. أظهرت الدراسات أن أطفال جنوب آسيا أكثر عرضة للعمل في وظائف يدوية ويكونون أكثر عرضة لخطر التعرض لعوامل الخطر البيولوجية مقارنة بنظرائهم الأوروبيين.
تتداخل المسارات التي تُسهم في أمراض القلب والأوعية الدموية ومرض باركنسون بشكل كبير. على سبيل المثال، يرتبط اختلال تنظيم استقلاب الدهون، وخاصةً ارتفاع تركيزات سيراميد سفينجوليبيد البلازمي، بالوفاة القلبية الوعائية، وقد لوحظ أيضًا تغير تركيزاته في أنسجة دماغ مرضى باركنسون بعد الوفاة. إضافةً إلى ذلك، لوحظ ارتفاع نسب السيراميد لدى مرضى الخرف مقارنةً بالضوابط الأصحاء، ويعزى ذلك على الأرجح إلى طفرات في جين SMPD1. يُشفّر هذا الجين إنزيم سفينغوميليناز، وهو إنزيم يُحلل سفينجوليبيدات إلى سيراميد، ويشارك أيضًا في تنظيم ألفا-ساينيوكلين. يتطلب هذا مزيدًا من التوسع، ومع ذلك، تُشير هذه النتائج إلى وجود صلة بين تعديل تعبير ألفا-ساينيوكلين والتغيرات في وفرة السيراميد التي تُسهم في كلٍّ من أمراض القلب والأوعية الدموية ومرض باركنسون.
بالإضافة إلى تداخل عوامل الخطر والمسارات في كلا المرضين، فقد أُشير إلى أن داء باركنسون قد يزيد من احتمالية الإصابة بأمراض القلب والأوعية الدموية، بالإضافة إلى زيادة خطر تشخيصه لدى مرضى السكتة الدماغية. ويمكن تفسير ذلك بالتغيرات الوعائية وتلف الدماغ الإقفاري، إلا أن التفسير المرضي الفسيولوجي لم يُحدد بعد. بالنسبة لسكان جنوب آسيا، يُعد هذا الرابط بالغ الأهمية نظرًا لتعرضهم المفرط لعوامل الخطر التي تُسهم في أمراض القلب والأوعية الدموية، مما قد يؤدي إلى تباين في حالات داء باركنسون.

## العلاج
نظرًا لعدم وجود علاج شافٍ لمرض باركنسون، تُركز العلاجات الحالية بشكل أكبر على إدارة الأعراض الحركية وغير الحركية بدلًا من إيقاف أو عكس تطور المرض. تشمل هذه العلاجات مُنشِّطات مستقبلات الدوبامين، وليفودوبا، ومثبطات ناقلة ميثيل-O الكاتيكول COMT، ومثبطات أكسيداز أحادي الأمين MAO-B، ومضادات الكولين، وتعمل على زيادة تركيزات الدوبامين في الدماغ عبر مسارات مختلفة. يُعد ليفودوبا العلاج "المعيار الذهبي" لمرض باركنسون، إلا أن هذا الدواء قد يُسبب اختلافات في الاستجابات الحركية لدى ما يصل إلى 50% من مرضى باركنسون. من أهم عواقب العلاج المُستمر بالليفودوبا ظاهرة "التوقف والتشغيل" حيث تتقلص نافذة العلاج. ولمواجهة هذا التأثير الضار، عادةً ما تُعدّل جرعة ليفودوبا وتُطبَّق فترات راحة استراتيجية في العلاج.
بشكل عام، يؤدي التباين بين مرضى باركنسون، نتيجةً لعوامل وراثية وغير وراثية، إلى اختلافات في الاستجابة للعلاجات. ولأن سكان جنوب آسيا أكثر عرضة للإصابة بالنمط الحركي الجامد لمرض باركنسون، فإن هذه الفئات تعاني من مجموعة من الأعراض الحركية وغير الحركية تختلف عن الفئات الأخرى. ولذلك، هناك حاجة إلى أنظمة علاجية تأخذ هذا التباين في الاعتبار، إلا أن هذا المجال لا يزال بحاجة إلى مزيد من البحث.
يختلف نمط علاج مرض باركنسون حول العالم، وإن كانت الأدوية/التدخلات العلاجية نفسها تُستخدم. ويعتمد ذلك على التوافر والتكلفة والقدرة على التحمل والعوامل الوراثية. تُعد الجرعة اليومية المكافئة لليفودوبا (LEDD) طريقةً موحدةً لمقارنة استخدام الأدوية المختلفة لدى مرضى/مجموعات مختلفة من المرضى. في مقال نُشر مؤخرًا، شمل دولًا وقارات متعددة، لوحظ بوضوح أن سكان جنوب آسيا (وخاصةً الهنود) إلى جانب سكان تايلاند لديهم أعلى معدل استخدام للجرعة اليومية المكافئة لليفودوبا، مما يُظهر تفاوتًا في جرعات الأدوية المستخدمة بين المناطق الجغرافية المختلفة. تحتاج هذه الدراسات إلى مزيد من التحقق من صحتها من خلال دراسة الأنماط الوراثية للآلية الكامنة وراءها.